# Ivo Mbah
Pour les articles homonymes, voir Mbah.
Ivo Mbah, aussi connu sous le nom de General Ivo, mort le 21 décembre 2018 dans la localité de Teke, près de Kumba au Cameroun, est un chef de guerre séparatiste camerounais, commandant des Forces de défense de l'Ambazonie (FDA) qui a combattu dans la crise anglophone au Cameroun. Signalé comme l'un des premiers séparatistes à prendre les armes contre les autorités camerounaises, il lutte pendant plus d'un an avant d'être tué au combat avec l'armée camerounaise.

## Biographie

### Origine et activité professionnelle
Ivo Mbah est originaire de la région du Nord-Ouest du Cameroun et exerce comme chauffeur de moto-taxi.  

### Rôle dans la crise anglophone au Cameroun
Ivo Mbah prête allégeance au leader des FDA, Lucas Ayaba Cho. Il est recruté par un homme dont le nom de guerre est « Général Divine » et prend le grade de « général »,. Ivo Mbah est l'un des premiers membres des FDA et est populaire parmi les séparatistes. Ses partisans penseraient qu'il possède des « pouvoirs mystiques ». Ainsi, Ivo Mbah utilisant cette croyance, déclare dans des vidéos de propagande qu'« aucun homme né d'une femme ne pouvait le tuer ». Selon l'armée, il commande plus de 30 camps des FDA à travers les régions anglophones en 2018. Il opère principalement dans les villages de Matoh et de Teke.

## Mort
Dans la matinée du 21 décembre 2018, Ivo Mbah se rend à Teke, une localité près de Kumba, pour être présent lors du mariage de son chauffeur. Selon l'armée, sa présence lui est divulguée, et les forces spéciales du Bataillon d'intervention rapide (BIR) se déploient. Habillés en civil, les soldats entrent dans l'intention de le capturer vivant, mais une fusillade éclate lorsque des séparatistes reconnaissent les soldats. Ivo Mbah se réfugie dans un bâtiment, où les soldats le poursuivent. Après un combat intense impliquant un combat rapproché, Ivo Mbah est tué. Quelques minutes après sa mort, des photos et des vidéos de son cadavre sont publiées sur les réseaux sociaux. D'autres sources déclarent que Ivo Mbah a été tué par un groupe d'autodéfense locaux anti-séparatiste ou par un groupe séparatiste rival.

### Héritage
Plusieurs leaders séparatistes rendent hommage à Ivo Mbah. Lucas Ayaba Cho le décrit comme « le meilleur et le plus courageux que l'Ambazonie pouvait espérer ». Le président par intérim du gouvernement intérimaire de l'Ambazonie, Samuel Ikome Sako, écrit qu'il admire personnellement Ivo Mbah pour sa bravoure et que sa mort est une grande perte pour la « nation »,.
En mai 2022, les FDA enlèvent la sénatrice Elizabeth Regina Mundi, membre du Rassemblement démocratique du peuple camerounais (RDPC), le parti au pouvoir. Les FDA proposent de l'échanger contre 75 prisonniers politiques et menacent de l'exécuter si le gouvernement ne se conforme pas à cette demande. Les FDA déclarent également qu'elles pourraient échanger son cadavre contre celui d'Ivo Mbah.